# Nostra Ætate

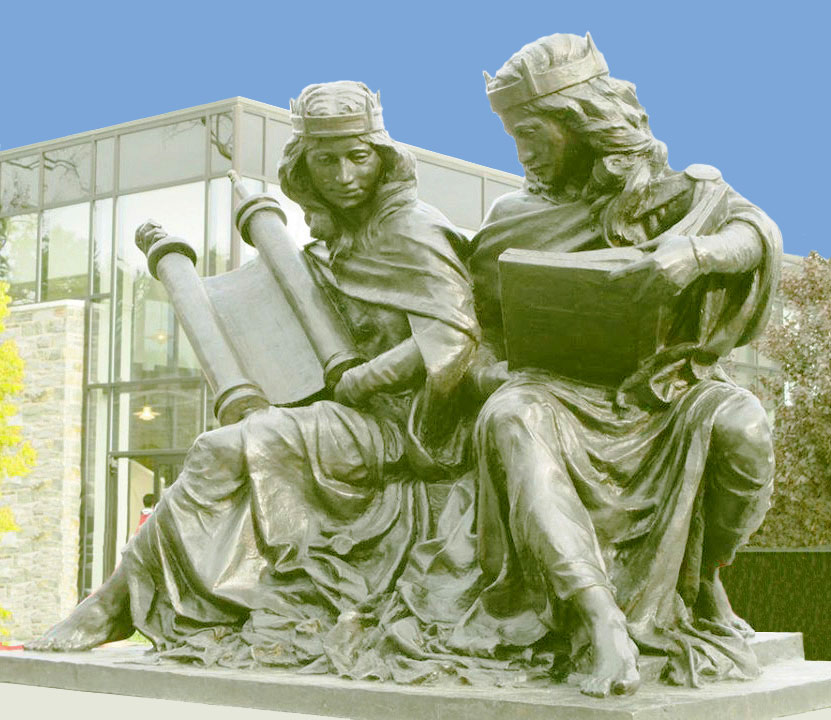
Synagoga and Ecclesia in Our Time (2015), sculpture de Joshua Koffman commandée par l'université Saint-Joseph de Philadelphie pour célébrer le cinquantenaire de Nostra aetate. Contrairement aux représentations traditionnelles d’Ecclesia et Synagoga, où la Synagogue apparaît déchue, les yeux aveuglés par un bandeau, l'œuvre montre ici le judaïsme et le christianisme sous l'apparence de deux reines couronnées, d'une égale majesté.

Nostra aetate est une déclaration du concile Vatican II sur les relations de l'Église catholique avec les religions non chrétiennes (judaïsme, islam, bouddhisme, hindouisme et autres religions). Elle est promulguée le 28 octobre 1965 par le pape Paul VI. « Nostra aetate » sont les premiers mots du texte latin, qui signifient « À notre époque ». 
Nostra aetate est le plus court des documents de Vatican II, et est un des fondements du dialogue interreligieux catholique contemporain, renouvelant les relations que l'Église établit avec les autres religions non chrétiennes.

## Historique
Au moment de Vatican II, l'un des principaux textes doctrinaux portant sur la question de la liberté religieuse était le Syllabus de Pie IX de 1864[réf. nécessaire]. 
Après la Seconde Guerre mondiale et en réaction à la tragédie de la Shoah, la conférence de Seelisberg a réuni en décembre 1947 des personnalités juives (dont l'historien Jules Isaac) et chrétiennes pour étudier les causes de l’antijudaïsme ou antisémitisme chrétien. Elle a débouché sur un Appel adressé aux Églises enjoignant aux chrétiens de rester fidèles « au message de Jésus-Christ sur la miséricorde de Dieu et l’amour du prochain », et sur les « dix points de Seelisberg ». Jules Isaac eut ensuite des entretiens avec Pie XII, et surtout en 1960 avec Jean XXIII, auxquels il remit un dossier plaidant pour des modifications positives dans l'enseignement chrétien concernant les Juifs. Le pape Jean XXIII confia au cardinal Augustin Bea la tâche de rédiger un texte sur les Juifs, dans le cadre de la préparation du concile Vatican II. Le texte fut élargi par la suite aux autres religions non chrétiennes[Comment ?].
Elle fut adoptée par 2 221 voix contre 88 et promulguée par Paul VI le 28 octobre 1965.

## Contenu

### Préambule
Anticipant l'esprit de globalisation du XXIe siècle la déclaration s'ouvre d'emblée sur :
« À notre époque où le genre humain devient de jour en jour plus étroitement uni… »
et rappelle l'origine commune de tous les hommes (Ac. 17:26) : 
« Tous les peuples forment, en effet, une seule communauté ; ils ont une seule origine, puisque Dieu a fait habiter toute la race humaine sur la face de la terre ».
Les Pères du Concile reconnaissent que toutes les religions tentent de répondre aux questions fondamentales que se posent hommes et femmes sur la vie, le bien, le mal et la souffrance, le péché, le vrai bonheur, jugement et rétribution après la mort, entre autres[réf. souhaitée].

### Hindouisme et bouddhisme
L'Église catholique ne rejette pas ces religions, elle les respecte, même si la communauté chrétienne demeure tenue d'annoncer le Christ qui est « la voie, la vérité et la vie » ; c’est bien en lui que Dieu s’est réconcilié toutes choses, en lui que tous « doivent trouver la plénitude de la vie religieuse. »
Le document reconnaît la recherche de Dieu dans le désir de sagesse des religions orientales :
« Ainsi, dans l'hindouisme, les hommes scrutent le mystère divin et l'expriment par la fécondité inépuisable des mythes et par les efforts pénétrants de la philosophie ; ils cherchent la libération des angoisses de notre condition, soit par les formes de la vie ascétique, soit par la méditation profonde, soit par le refuge en Dieu avec amour et confiance. »
« Dans le bouddhisme, selon ses formes variées, l'insuffisance radicale de notre monde changeant est reconnue et on enseigne une voie par laquelle les hommes, avec un cœur dévot et confiant, pourront soit acquérir l'état de libération parfaite, soit atteindre l'illumination suprême par leurs propres efforts ou par un secours venu d'en haut. »

### Islam
L'Église catholique dit son estime pour les musulmans « qui adorent le Dieu unique, qui a parlé aux hommes. ». Nostra aetate indique que la foi islamique se réfère à Abraham, sans toutefois mentionner le nom de Mahomet ni sa qualité de prophète de l'Islam.
« L’Église regarde aussi avec estime les musulmans, qui adorent le Dieu unique, vivant et subsistant, miséricordieux et tout-puissant, créateur du ciel et de la terre, qui a parlé aux hommes. Ils cherchent à se soumettre de toute leur âme aux décrets de Dieu, même s’ils sont cachés, comme s’est soumis à Dieu Abraham, auquel la foi islamique se réfère volontiers. »
« Bien qu’ils ne reconnaissent pas Jésus comme Dieu, ils le vénèrent comme prophète ; ils honorent sa Mère virginale, Marie, et parfois même l’invoquent avec piété. De plus, ils attendent le jour du jugement, où Dieu rétribuera tous les hommes après les avoir ressuscités. Aussi ont-ils en estime la vie morale et rendent-ils un culte à Dieu, surtout par la prière, l’aumône et le jeûne. »
La déclaration se poursuit par l'appel à oublier les conflits du passé et à promouvoir les valeurs de morale et de justice sociale, de paix et de liberté.
« Même si, au cours des siècles, de nombreuses dissensions et inimitiés se sont manifestées entre les chrétiens et les musulmans, le saint Concile les exhorte tous à oublier le passé et à s’efforcer sincèrement à la compréhension mutuelle, ainsi qu’à protéger et à promouvoir ensemble, pour tous les hommes, la justice sociale, les valeurs morales, la paix et la liberté. »

### Judaïsme
Par la déclaration Nostra aetate, Vatican II est le premier concile œcuménique à proposer un commentaire théologique sur les relations entre Israël et l'Église.
Dans le passage consacré au judaïsme, l'Église reconnaît que les prémices de son salut se trouvent dans les patriarches, Moïse et les prophètes.
« L'Église croit, en effet, que le Christ, notre paix, a réconcilié les Juifs et les Gentils par sa croix et en lui-même des deux a fait un seul » (Eph 2, 14-16).
Elle cite l'apôtre Paul qui rappelle que le peuple juif est toujours très cher à Dieu (Romains, 9, 4-5).
Même si, durant la Passion du Christ, des autorités juives et leurs partisans ont poussé à la mort du Christ, cela ne peut être imputé aux Juifs vivant alors, ni aux Juifs de notre temps, poursuit la déclaration. Les Juifs ne doivent pas être représentés comme maudits. Après bien des tergiversations, le terme « déicide » a disparu. Le patrimoine spirituel entre Juifs et chrétiens étant si grand, le Concile encourage la reconnaissance et l'estime mutuelle entre Juifs et chrétiens.
« Du fait d’un si grand patrimoine spirituel, commun aux chrétiens et aux Juifs, le saint Concile veut encourager et recommander la connaissance et l’estime mutuelles, qui naîtront surtout d’études bibliques et théologiques, ainsi que d’un dialogue fraternel. Encore que des autorités juives, avec leurs partisans, aient poussé à la mort du Christ, ce qui a été commis durant sa Passion ne peut être imputé ni indistinctement à tout le peuple juif de ce temps-là, ni aux Juifs de notre temps. S’il est vrai que l’Église est le nouveau Peuple de Dieu, les Juifs ne doivent pas, pour autant, être présentés comme réprouvés par Dieu ni maudits, comme si cela découlait de la Sainte Écriture. Que tous donc aient soin, dans la catéchèse et la prédication de la Parole de Dieu, de n’enseigner quoi que ce soit qui ne soit conforme à la vérité de l’Évangile et à l’esprit du Christ. »
Par ce document, l'Église qui « réprouve toutes les persécutions contre tous les hommes » déplore les haines, persécutions et manifestations d'antisémitisme qui ont été dirigées contre les Juifs. On peut y lire une allusion à la Shoah et aux nombreux pogroms et persécutions qui ont marqué l'histoire du peuple juif.
« En outre, l’Église, qui réprouve toutes les persécutions contre tous les hommes, quels qu’ils soient, ne pouvant oublier le patrimoine qu’elle a en commun avec les Juifs, et poussée, non pas par des motifs politiques, mais par la charité religieuse de l’Évangile, déplore les haines, les persécutions et les manifestations d’antisémitisme, qui, quels que soient leur époque et leurs auteurs, ont été dirigées contre les Juifs. »

### Conclusion
Nostra aetate se conclut par un appel à la fraternité universelle. L’Écriture dit : « Qui n’aime pas ne connaît pas Dieu » (1 Jn 4, 8). Par là est sapé le fondement de toute théorie ou de toute pratique qui introduit une discrimination entre les hommes ; il n'y existe plus aucune raison pour créer des discriminations en ce qui concerne la dignité humaine et les droits qui en découlent, c'est-à-dire, comme cela est précisé, en fonction de leur race, de leur couleur, de leur condition ou de leur religion. Les catholiques sont ainsi invités à « une belle conduite (en latin conversatio) au milieu des nations. ».
Pierre et Paul, apôtres, ont eux-mêmes consigné d'« avoir au milieu des nations une belle conduite ». Les hommes étant créés à l'image de Dieu, il est donc impossible d'invoquer Dieu sans se conduire fraternellement.

## Réception
En 2015, des chefs religieux se sont rencontrés pour célébrer le cinquantième anniversaire de sa promulgation.